# Denique Graves
Denique Monai Graves (Filadelfia, 16 settembre 1975) è un'ex cestista e allenatrice di pallacanestro statunitense, professionista nella WNBA.

## Carriera
È stata selezionata dalle Sacramento Monarchs al secondo giro del Draft WNBA 1997 (15ª scelta assoluta).